# Ветрењача Ромео и Јулија
Ветрењача Ромео и Јулија (Romeo and Juliet Windmill) је дрвена грађевина коју је дизајнирао архитекта Френк Лојд Рајт у граду Вајоминг, у Висконсину (Вајоминг се налази јужно од села Спринг Грин). Грађевина се налази на имању Талијесин и проглашена је Националним историјским обележјем 1976. године.

## Историја
Ветрењачу је Рајт дизајнирао 1896. године по наруџбини својих тетки, Џејн и Елен Лојд Џоунс, којима је била потребна ветропумпа за снабдевање водом њихове школе, школе „Хилсајд хоум“. Део ветрењаче у облику дијаманта укршта се са делом са балконом који се налази на октагоналној структури. Балкону се приступа унутрашњим степеништем. Рајт је ова два дела зграде назвао „Ромео” и „Јулија”. „Ромео” је ромб, а „Јулија” октагон. Историчар архитектуре Нил Левин објаснио је принципе иза ромба и октагона:
[Рајт] је кули дао смелу геометријску форму као структурално решење за изражавање улоге куле као знаменитости. Пумпна шипка и носач за точак подигнути су унутар оштроуглог облика ромба, усмереног ка југоистоку да одбија ударе ветра попут „прамца за олују”. Овај угаони елемент је до пола уметнут у већи октагонални волумен који га садржи и подржава готово целом висином. Рајт је композицију назвао Ромео и Јулија, поредећи њену сједињену геометрију са љубавном везом.
Након отпора његових ујака због дизајна, 
Рајт је теткама објаснио ветрењачу:
Наравно да сте имале проблема са Ромеом и Јулијом. Али знате колико су били проблематични пре више векова. Принцип који они представљају и даље изазива невоље у свету јер је толико виталан. Једно је неопходно другом ... ниједно не би могло да стоји без другог. Ромео ће, као што ћете видети, обављати сав посао, а Јулија ће се привијати уз њега да га подржи и уздигне. Ромео ће се супротставити ударима ветра, а Јулија ће забављати школску децу. Нека остане на томе.
Према локалним новинама из Спринг Грина, The Weekly Home News, ветрењача је завршена 1897. године. Ветрењача Ромео и Јулија била је друга грађевина коју су тетке наручиле од Рајта. Прва, која више не постоји, била је Школа Хилсајд хоум I изграђена 1887. године. Трећа грађевина коју је Рајт пројектовао за школу „Хилсајд хоум” био је камени образовни објекат, Школа Хилсајд хоум II, данас позната као Школа „Хилсајд хоум”, будући да је једина од две која још увек постоји.

## Историјски дистрикт Талијесин
Ромео и Јулија је једна од пет зграда које је дизајнирао Френк Лојд Рајт на ономе што је постало његово имање, данас познато као имање Талијесин. Са ветрењаче је могуће видети три друге грађевине на имању Талијесин: његов дом Талијесин налази се на суседном брду северно, Тан-и-Дери (кућа његове сестре) је близу подножја ветрењаче, а школа „Хилсајд хоум” је низ брдо јужно од ветрењаче. На имању се такође налази пољопривредна зграда, Амбар Мидвеј.

## Конструкција
Првобитно обложена шиндром, ветрењача је поново обложена чемпресовим даскама и летвама 1938. године Покушаје поправки на ветрењачи предузео је њен власник, Фондација Френка Лојда Рајта, а напор на рестаурацији завршен је 1992. године од стране новоформиране организације Taliesin Preservation, Inc., која спроводи рестаурацију на имању Талијесин уз помоћ Фондације Френка Лојда Рајта. Ветрењача више не пумпа воду.